# Аманеево
Аманеево — деревня в Пермском крае России. Входит в Чайковский городской округ.

## География
Деревня расположена на двух реках: Берёзовой и Угрюмок (приток реки Берёзовая), примерно в 16,5 км к северо-востоку от села Ваньки и в 32 км к северо-востоку от города Чайковского.

## Население
| 2010 |
| ---- |
| 77   |

## История
С декабря 2004 до весны 2018 гг. деревня входила в Ваньковское сельское поселение Чайковского муниципального района.

## Улицы
В деревне имеются улицы:
- Раздольная ул.
- Родниковая ул.

## Топографические карты
- Лист карты O-40-110 Сосново. Масштаб: 1 : 100 000. Состояние местности на 1982 год. Издание 1983 г.